# (77) Frigga
(77) Frigga – planetoida z pasa głównego planetoid okrążająca Słońce w ciągu 4 lat i 130 dni w średniej odległości 2,67 j.a. Została odkryta 12 listopada 1862 roku w Clinton położonym, w hrabstwie Oneida, w stanie Nowy Jork przez Christiana Petersa. Nazwa planetoidy pochodzi od Frigg, bogini nordyckiej.